# Harpagus
Harpagus là một chi chim trong họ Accipitridae.